# 大部村 (兵庫県)
大部村（おおべむら）は、兵庫県加東郡にあった村。現在の小野市中心部の北方一帯、加古川の左岸にあたる。

## 地理
- 河川：加古川、東条川

## 歴史
- 1889年（明治22年）4月1日 - 町村制の施行により、王子村・敷地村・高鹿喜村・土橋村・中島村の区域をもって発足。
- 1954年（昭和29年）12月1日 - 小野町・河合村・来住村・市場村・下東条村と合併して小野市が発足。同日大部村廃止。

## 交通

### 道路
- 国道175号